# بیومانت (کانزاس)
بیومانت (به انگلیسی: Beaumont) یک منطقهٔ مسکونی در ایالات متحده آمریکا است که در شهرستان باتلر، کانزاس واقع شده‌است. بیومانت ۴۹۰ متر بالاتر از سطح دریا واقع شده‌است.